# 12. ročník udílení AACTA International Awards
12. ročník udílení AACTA International Awards proběhl virtuálně 24. února 2023. Ceny se udělovaly v jedenácti kategoriích, nominace byly zveřejněny 15. prosince 2022. Nejvíce nominací získaly filmy Víly z Inisherinu a Všechno, všude, najednou, každý po šesti nominacích.

## Vítězové a nominovaní
Vítěz je vždy uveden jako první a tučným písmem.

### Film
| Nejlepší film | Nejlepší režisér |
| --- | --- |
| Avatar: The Way of Water - Elvis - Všechno, všude, najednou - Víly z Inisherinu - Top Gun: Maverick | Baz Luhrmann – Elvis - James Cameron – Avatar: The Way of Water - Daniel Kwan a Daniel Scheinert – Všechno, všude, najednou - Martin McDonagh – Víly z Inisherinu - Steven Spielberg – Fabelmanovi                                                                                        |
| Nejlepší mužský herecký výkon v hlavní roli | Nejlepší ženský herecký výkon v hlavní roli |
| Austin Butler jako Elvis Presley – Elvis - Joel Edgerton jako Mark Frame – Neznámí - Colin Farrell jako Pádraica – Víly z Inisherinu - Brendan Fraser jako Charlie – Velryba - Hugh Jackman jako Peter Miller – Syn                                                                     | Cate Blanchett jako Lydia Tár – Tár - Ana de Armas jako Norma Jeane Mortenson / Marilyn Monroe – Blondýnka - Margot Robbie jako Nellie LaRoy – Babylon - Michelle Williams jako Mitzi Schildkraut-Fabelman – Fabelmanovi - Michelle Yeoh jako Evelyn Quan Wang – Všechno, všude, najednou |
| Nejlepší mužský herecký výkon ve vedlejší roli | Nejlepší ženský herecký výkon ve vedlejší roli |
| Brendan Gleeson jako Colm Doherty – Víly z Inisherinu - Woody Harrelson jako kapitán Thomas Smith – Trojúhelník smutku - Sean Harris jako Henry Peter Teague / Peter Morley – Neznámí - Brad Pitt jako Jack Conrad – Babylon - Ke Huy Quan jako Waymond Wang – Všechno, všude, najednou | Kerry Condon jako Siobhán – Víly z Inisherinu - Jamie Lee Curtis jako Deirdre Beaubeirdre – Všechno, všude, najednou - Olivia DeJonge jako Priscilla Presley – Elvis - Stephanie Hsu jako Joy Wang – Všechno, všude, najednou - Jean Smart jako Elinor St. John – Babylon                 |
| Nejlepší scénář | |
| Martin McDonagh – Víly z Inisherinu - Todd Field – Tár - Rian Johnson – Na nože: Glass Onion - Ruben Östlund – Trojúhelník smutku - Dana Stevens a Maria Bello – Válečnice | |

### Televize
| Nejlepší dramatický seriál | Nejlepší komediální seriál |
| --- | --- |
| Mystery Road: Origin - Škola zlomených srdcí - Odloučení - Stranger Things - Medvěd | Bílý lotos: Sicílie - Stále v kurzu - Jen vraždy v budově - Úžasná paní Maiselová - Wednesday |
| Nejlepší mužský herecký výkon v seriálu | Nejlepší ženský herecký výkon v seriálu |
| Mark Coles Smith jako Jay Swan – Mystery Road: Origin - Jeremy Allen White jako Carmen „Carmy“ Berzatto – Medvěd - Jason Bateman jako Martin „Marty“ Byrde – Ozark - Bob Odenkirk jako James Morgan McGill – Volejte Saulovi - Thomas Weatherall jako Malakai Mitchell – Škola zlomených srdcí | Jennifer Coolidge jako Tanya McQuoid – Bílý lotos: Sicílie - Elizabeth Debicki jako Princezna Diana – Koruna - Laura Linney jako Wendy Byrde – Ozark - Jean Smart jako Deborah Vance – Stále v kurzu - Zendaya jako Rue Bennett – Euforie |